# Blind Guardian
Blind Guardian – zespół muzyczny założony w Krefeld w Niemczech w 1984. Wraz z zespołem Helloween uważany za protoplastę power metalu.
Teksty utworów grupy inspirowane są baśniowym światem fantasy, czego przykładem jest album pt. Nightfall in Middle-Earth, będący w całości muzyczną interpretacją „Silmarillionu” J.R.R. Tolkiena. Przełomem w historii zespołu był album A Night at the Opera, gdzie znalazł odbicie unikatowy styl muzyków, charakteryzujący się polifonią i wielogłosowymi partiami wokalnymi. Tematem utworów były tutaj m.in. mity arturiańskie, krucjaty i wojna trojańska. Płyta A Twist in the Myth, stanowi pod pewnymi względami powrót do korzeni, oferując muzykę nieco prostszą i bardziej surową.

## Muzycy
Obecny skład zespołu
- Hansi Kürsch – śpiew (od 1986), gitara basowa (1986–1995)
- André Olbrich – gitara prowadząca (od 1986)
- Marcus Siepen – gitara rytmiczna (od 1987)
- Frederick Ehmke – perkusja (od 2005)

Muzycy studyjni i koncertowi
- Matthias Wiesner – instrumenty klawiszowe (1989–2002)
- Marc Zee – instrumenty klawiszowe, śpiew (1993)
- Oliver Holzwarth – gitara basowa (1997–2011)
- Alex Holzwarth – perkusja (2002–2003)
- Michael „Mi” Schüren – instrumenty klawiszowe (od 1997)
- Barend Courbois – gitara basowa (2011-2021)
- Johan van Stratum – gitara basowa (od 2021)

Byli członkowie
- Thomen Stauch – perkusja (1985–2005)

## Dyskografia

### Albumy studyjne
| Rok                            | Tytuł                                                                                   | Pozycja na liście | Pozycja na liście | Pozycja na liście | Pozycja na liście | Pozycja na liście | Pozycja na liście | Pozycja na liście | Pozycja na liście | Pozycja na liście | Pozycja na liście | Pozycja na liście | Pozycja na liście | Pozycja na liście |
| Rok                            | Tytuł                                                                                   | DEU               | CHE               | AUT               | SWE               | FRA               | ESP               | GRE               | ITA               | BEL               | NOR               | FIN               | USA               | JPN               |
| ------------------------------ | --------------------------------------------------------------------------------------- | ----------------- | ----------------- | ----------------- | ----------------- | ----------------- | ----------------- | ----------------- | ----------------- | ----------------- | ----------------- | ----------------- | ----------------- | ----------------- |
| 1988                           | Battalions of Fear - Data: 18 maja 1988 - Wydawca: No Remorse Records                   | –                 | –                 | –                 | –                 | –                 | –                 | –                 | –                 | –                 | –                 | –                 | –                 | –                 |
| 1989                           | Follow the Blind - Data: 25 października 1989 - Wydawca: No Remorse Records             | –                 | –                 | –                 | –                 | –                 | –                 | –                 | –                 | –                 | –                 | –                 | –                 | –                 |
| 1990                           | Tales from the Twilight World - Data: 3 października 1990 - Wydawca: No Remorse Records | –                 | –                 | –                 | –                 | –                 | –                 | –                 | –                 | –                 | –                 | –                 | –                 | 40                |
| 1992                           | Somewhere Far Beyond - Data: 29 czerwca 1992 - Wydawca: Virgin Records                  | 40                | –                 | –                 | –                 | –                 | –                 | –                 | –                 | –                 | –                 | –                 | –                 | 15                |
| 1995                           | Imaginations from the Other Side - Data: 5 kwietnia 1995 - Wydawca: Virgin Records      | 21                | 33                | –                 | –                 | –                 | –                 | –                 | –                 | –                 | –                 | –                 | –                 | 11                |
| 1998                           | Nightfall in Middle-Earth - Data: 27 kwietnia 1998 - Wydawca: Virgin Records            | 7                 | –                 | 39                | 44                | –                 | –                 | –                 | –                 | –                 | –                 | –                 | –                 | 12                |
| 2002                           | A Night at the Opera - Data: 4 marca 2002 - Wydawca: Virgin Records                     | 5                 | 44                | 17                | 10                | 67                | –                 | –                 | 11                | –                 | –                 | –                 | –                 | 29                |
| 2006                           | A Twist in the Myth - Data: 1 września 2006 - Wydawca: Nuclear Blast                    | 4                 | 27                | 19                | 10                | 87                | 15                | –                 | –                 | –                 | 39                | 30                | –                 | 21                |
| 2010                           | At the Edge of Time - Data: 29 lipca 2010 - Wydawca: Nuclear Blast                      | 2                 | 14                | 9                 | 22                | 48                | 47                | 4                 | 19                | 67                | –                 | 18                | 108               | 29                |
| 2015                           | Beyond the Red Mirror - Data: 30 stycznia 2015 - Wydawca: Nuclear Blast                 | 4                 | 10                | 8                 | 34                | 72                | 31                | –                 | 36                | –                 | –                 | 14                | 132               | 45                |
| 2019                           | Legacy of the Dark Lands - Data: 08 listopada 2019 - Wydawca: Nuclear Blast             | 7                 | 24                | 22                | –                 | 174               | –                 | –                 | 49                | –                 | –                 | –                 | –                 | –                 |
| 2022                           | God Machine - Data: 02 września 2022 - Wydawca: Nuclear Blast                           |                   |                   |                   |                   |                   |                   |                   |                   |                   |                   |                   |                   |                   |
| „–” pozycja nie była notowana. |                                                                                         |                   |                   |                   |                   |                   |                   |                   |                   |                   |                   |                   |                   |                   |

### Single
| 1989                           | „Banish from Sanctuary”           | –  | –  | Follow the Blind                 |
| 1995                           | „A Past and Future Secret”        | –  | –  | Imaginations from the Other Side |
| 1995                           | „Bright Eyes”                     | –  | –  | Imaginations from the Other Side |
| 1996                           | „Mr. Sandman”                     | –  | –  | The Forgotten Tales              |
| 1998                           | „Mirror Mirror”                   | 42 | –  | Nightfall in Middle-Earth        |
| 2001                           | „And Then There Was Silence”      | 41 | –  | A Night at the Opera             |
| 2003                           | „The Bard’s Song (In the Forest)” | 40 | –  | Live                             |
| 2006                           | „Fly”                             | 32 | 94 | A Twist in the Myth              |
| 2007                           | „Another Stranger Me”             | 79 | –  | A Twist in the Myth              |
| 2010                           | „A Voice in the Dark”             | 62 | –  | At the Edge of Time              |
| 2014                           | „Twilight of the Gods”            | –  | –  | Beyond the Red Mirror            |
| 2020                           | „Merry Xmas Everybody”            | –  | –  | –                                |
| „–” pozycja nie była notowana. |                                   |    |    |                                  |

### Kompilacje
| Rok                            | Tytuł                                                                         | Pozycja na liście | Pozycja na liście | Pozycja na liście | Pozycja na liście | Pozycja na liście | Pozycja na liście | Pozycja na liście | Pozycja na liście |
| Rok                            | Tytuł                                                                         | DEU               | CHE               | AUT               | SWE               | FIN               | ITA               | ESP               | JPN               |
| ------------------------------ | ----------------------------------------------------------------------------- | ----------------- | ----------------- | ----------------- | ----------------- | ----------------- | ----------------- | ----------------- | ----------------- |
| 1996                           | The Forgotten Tales - Data: 18 kwietnia 1996 - Wydawca: Virgin Records        | 36                | –                 | –                 | –                 | –                 | –                 | –                 | 41                |
| 2007                           | The Remasters - Data: 15 sierpnia 2007 - Wydawca: Virgin Records              | –                 | –                 | –                 | –                 | –                 | –                 | –                 | –                 |
| 2012                           | Memories of a Time to Come - Data: 20 stycznia 2012 - Wydawca: Virgin Records | 6                 | 60                | 36                | 44                | 45                | 93                | 54                | 207               |
| „–” pozycja nie była notowana. |                                                                               |                   |                   |                   |                   |                   |                   |                   |                   |

### Albumy koncertowe
| 1993                           | Tokyo Tales - Data: 22 marca 1993 - Wydawca: Virgin Records                                    | –  | –   | –  | –   |
| 2003                           | Live - Data: 26 maja 2003 - Wydawca: Virgin Records                                            | 16 | 136 | –  | 115 |
| 2004                           | Imaginations Through the Looking Glass (DVD) - Data: 14 czerwca 2004 - Wydawca: Virgin Records | 27 | –   | 33 | 103 |
| 2017                           | Live Beyond the Spheres - Data: 07 lipca 2017 - Wydawca: Nuclear Blast                         | 9  | –   | –  | –   |
| 2020                           | Imaginations from the Other Side Live - Data: 11 grudnia 2020 - Wydawca: Nuclear Blast         | –  | –   | –  | –   |
| „–” pozycja nie była notowana. |                                                                                                |    |     |    |     |

### Dema
| Rok  | Tytuł                                                                                                 |
| ---- | --- |
| 1985 | Symphonies of Doom (jako Lucifer’s Heritage) - Data: 15 grudnia 1985 - Wydawca: brak (wydanie własne) |
| 1986 | Battalions of Fear (jako Lucifer’s Heritage) - Data: 1986 - Wydawca: brak (wydanie własne)            |